# Konvokali
Konvokali su logotipi koje je 1924. osmislio Sergije Baltić, upravnik Državne berze rada u Sarajevu. Štamparski izlivci su se sastojali od pojedinačnih slovnih i dvoslovnih kombinacija, pri čemu je svaki suglasnik izlivan u kombinaciji sa svakim samoglasnikom. Konvokali su upotrebljavani u štamparijama u Beogradu, Novom Sadu i Sarajevu.
Zvanično je priznato da je produktivnost štamparija bila uvećana za 35% za knjižni i 50% za novinski slog.